# Nhóm Galois tuyệt đối

Nhóm Galois tuyệt đối của các số thực là một nhóm cyclic bậc 2 được tạo bởi liên hợp phức, vì C là bao đóng tách được của R và [C:R] = 2.

Trong toán học, nhóm Galois tuyệt đối GK của một trường K là nhóm Galois của Ksep trên K, trong đó Ksep là một bao đóng tách được của K. Nó cũng là nhóm các tự đẳng cấu cố định K của một bao đóng đại số của K. Nhóm Galois tuyệt đối được xác định xê xích một tự đẳng cấu nội tại. Nó là một nhóm profinite.

## Ví dụ
- Nhóm Galois tuyệt đối của một trường đóng đại số là tầm thường.
- Nhóm Galois tuyệt đối của các số thực là một nhóm cyclic gồm hai phần tử (liên hợp phức và hàm đồng nhất), vì C là bao đóng tách được của R và [C:R] = 2.
- Nhóm Galois tuyệt đối của một trường K hữu hạn đẳng cấu với nhóm

{\displaystyle {\hat {\mathbf {Z} }}=\varprojlim \mathbf {Z} /n\mathbf {Z} .}